# Zenon iz Eleje
Zenon iz Eleje (grč. Ζήνων ὁ Ἐλεάτης, oko 490. pr. Kr. – oko 430. pr. Kr.) bio je grčki filozof predsokratovac. Pripadao je elejskoj školi, koju je osnovao Parmenid. Aristotel ga je prozvao izumiteljem dijalektike, ali je on najpoznatiji po svojim paradoksima. Istaknuti je filozof helenizma.
Bertrand Russell u svome je djelu Principi Matematike (1903.) o Zenonu napisao:

## Život
Malo je činjenica sa sigurnošću poznato o Zenonovom životu. Iako napisan gotovo stoljeće poslije Zenonove smrti, glavni izvor informacija o Zenonovom životu je Platonov Dijalog Parmenid. U tom dijalogu, Platon opisuje posjet Zenona i Parmenida u Ateni, u vremenu kada je Parmenid imao »oko 65« godina, Zenon »gotovo 40«, a Sokrat je bio »veoma mlad« (Parmenid 127). Ako uzmemo da je Sokrat tada imao oko 20 godina, i znajući da je Sokratovo rođenje bilo 470. pr. Kr., dobivamo da je datum rođenja Zenona oko 490. pr. Kr.
Platon kaže da je Zenon bio »visok i lijep« i da je »u godinama svoje mladosti (…) bio obljubljen od Parmenida« (Parmenid 127).
Druge, možda manje pouzdane detalje Zenonovog života donosi knjiga Životi poznatih filozofa Diogena Laertija, gdje je zabilježeno da je on bio sin Teleutagore, usvojeni sin Parmenida i »dobar u debatiranju obje strane neke rasprave, univerzalni kritičar«, te da ga je elejski tiranin zatvorio, a možda i ubio.

## Djela
Iako nekoliko antičkih pisaca spominje Zenonova pisana djela, nijedno nije sačuvano. 
Platon kaže da su Zenonova djela »donesena u Atenu prvi put prilikom…« posjeta Zenona i Parmenida. Platon dalje kaže da je Zenon rekao da je to djelo »trebalo obraniti Parmenidove argumente«, da je napisano u Zenonovoj mladosti, ukradeno, i objavljeno bez njegovog odobrenja. Platon daje Sokratovo parafraziranje »prve teze prvog argumenta« u Zenonovom djelu, koja glasi: »…ako ima više bića, ona moraju biti u isto vrijeme i slična i različita, što je nemoguće, jer slično ne može biti različito, niti različito slično«. 
Proklo je u svom komentaru Platonovog Parmenida rekao da je Zenon pronašao »…ne manje od četrdeset argumenata koji pokazuju kontradikcije…« (st. 29).
Zenonovi su argumenti možda prvi primjeri metode spoznaje zvane reductio ad absurdum, također zvane i »dokaz pomoću kontradikcije«.

## Zenonovi paradoksi
Zenonovi paradoksi su zbunjivali, izazvali, utjecali, inspirirali i zadivljavali filozofe, matematičare, fizičare i školsku djecu, preko dvije tisuće godina. Najpoznatiji su takozvani »argumenti protiv kretanja« opisani u Aristotelovoj Fizici. Prva tri dana su ovdje, po redu, s imenima koja im je dao Aristotel, s modernim objašnjenjima:
- Dihotomija: kretanje je nemoguće jer »ono što je u pokretu mora prvo prijeći pola puta prije nego što stigne do cilja« (Aristotel, Fizika VI:9, 239b10).

Zamislite stvar koja treba ići od točke A do točke B. Da bi došla do točke B, stvar prvo mora doći do srednje točke B1 koja je između točaka A i B. Ali, prije nego što se ovo dogodi, stvar mora doći do točke B2, koja je između točaka A i B1. Slično, prije nego što može i uspije, mora prvo doći do točke B3, koja je između A i B2, i tako dalje. Prema tome, kretanje nikada ne može početi. 
- Ahil: »U utrci, najbrži trkač nikada ne može prestići najsporijeg, zato što gonitelj prvo mora doći do točke odakle je gonjeni pošao, pa prema tome najsporiji uvijek ima prednost.« (Aristotel, Fizika VI:9, 239b15)

Zamislite da Ahil trči protiv kornjače. Ahil trči 10 puta brže od kornjače, ali počinje od točke A, 100 metara iza kornjače koja je u točki K1 (kornjači koja je sporija dana je prednost). Da bi prestigao kornjaču, Ahil mora prvo doći do točke K1. Međutim, dok Ahil stigne do točke K1, kornjača je prešla 10 metara i došla do točke K2. Ponovo Ahil trči do K2. Ali, kao i prije, dok on prijeđe 10 metara, kornjača je metar ispred njega, kod točke K3, i tako dalje. Prema tome, Ahil nikada ne može prestići kornjaču. 
- Strijela: »Ako je sve nepomično što zauzima prostor, i ako sve što je u pokretu zauzima takav prostor u nekom vremenu, onda je leteća strijela nepokretna.« (Aristotel, Fizika VI:9, 239b5)

Zamislite da strijela leti neprestano naprijed, tokom jednog vremenskog intervala. Uzmite svaki trenutak u tom vremenskom intervalu. Nemoguće je da se strijela miče u takvom trenutku, jer trenutak ima trajanje 0, i strijela ne može biti na dva mjesta u isto vrijeme. Prema tome, u svakom trenutku strijela je nepomična, te je tako strijela nepomična tokom čitavog intervala.  

### Predložena rješenja zaAhilaiDihotomiju
Oba paradoksa, Ahil i Dihotomija, zavise o podjeli udaljenosti na nizove udaljenosti koji postaju sve manji, pa su podložni istim protuargumentima.  
Aristotel je istakao da kao što se smanjuje udaljenost, također se smanjuje i vrijeme potrebno da se ta udaljenost prijeđe. Takav pristup rješavanju paradoksa doveo bi do demantija tvrdnje da je potrebno beskonačno mnogo vremena da se prijeđe beskonačna udaljenost.
Prije 212. pr. Kr., Arhimed je razvio metodu da izvede konačni odgovor za beskonačno mnogo članova koji postaju progresivno manji. Poučci su razvijeni u modernijim oblicima da bi se postigao isti rezultat, ali s točnijom metodom za dokazivanje. Ove metode dopuštaju konstrukciju rješenja koja kažu da (pod normalnim uvjetima) ako se udaljenosti stalno smanjuju, vrijeme je konačno.
Ova rješenja u biti su geometrijski redovi. Opći geometrijski redovi mogu se pisati kao
{\displaystyle a\sum _{k=0}^{\infty }\left({\frac {1}{x}}\right)^{k},}
što je jednako ax/ (x – 1) uzevši da je x > 1 (u suprotnom niz je divergentan). Paradoksi se mogu riješiti pomoću geometrijskih dijelova (nizova), ali je jednostavnije koristiti Aristotelovo rješenje, koje u obzir uzima vrijeme (a ne udaljenosti, kao u nizovima) koje je potrebno Ahilu da sustigne kornjaču. 
U slučaju Ahila i kornjače, treba zamisliti da kornjača trči konstantnom brzinom od v metara u sekundi (ms–1) i da dobiva prednost od udaljenosti d metara (m), a da Ahil trči konstantnom brzinom od xv ms–1 sa x > 1. Ahileju je potrebno d/xv sekundi (s) da dođe do točke s koje je kornjača otpočela trku, a za to vrijeme kornjača je prešla d/x metara. Poslije dužeg vremena d/x2v sekundi, Ahil ima još jednu d/x metara, i tako dalje. Prema tome, vrijeme potrebno Ahilu da sustigne kornjaču je
{\displaystyle {\frac {d}{v}}\sum _{k=0}^{\infty }\left({\frac {1}{x}}\right)^{k}={\frac {d}{v(x-1)}}\,\,{\texttt {s}}.}
Budući da je ova vrijednost konačna, Ahilej će jednom sustići kornjaču.

### Predložena rješenja za paradoksStrijela
Paradoks o stijeli postavlja pitanja o prirodi kretanja koja nisu odgovorena na matematički način, kao u slučaju Ahila i Dihotomije. 
Ovaj se paradoks može matematički riješiti na sljedeći način: u limesu, dužina momenta teži nuli, trenutačna brzina mijenjanja ili brzine (koja je količnik prijeđenog puta u određenom vremenu) ne mora težiti nuli. Ovaj ne-nultni limes je brzina strijele u trenutku.   
Problem s računskim rješenjem je taj da računska radnja može opisati samo kretanje dok se limes približava, bazirano na vanjskoj opservaciji da se strijela miče naprijed. Međutim, u Zenonovom paradoksu, koncepti kao brzina gube svoje značenje i ne postoji činilac koji nije pod djelovanjem paradoksa, koji bi strijeli mogao omogućiti letenje.  
Drugo je gledište to da premisa kaže da je u svakom trenutku strijela nepomična. Međutim, nekretanje je relativan pojam. Niko ne može suditi, promatrajući jedan trenutak, da strijela stoji u mjestu. Točnije, potrebni su drugi, slični trenuci koji bi odredili, u usporedbi s drugim trenucima, da je strijela u nekom trenutku nepomična. Prema tome, u usporedbi s drugim trenucima, strijela bi bila na drugom mjestu nego što je bila i što će biti u vremenu prije i poslije. Uzevši ovo u obzir, strijela se kreće.

## Jedan od Aristotelovih paradoksa
Paradoks mjesta:
»…ako sve što postoji ima mjesto, i to mjesto će imati mjesto, i tako dalje do u beskonačnost«.
Aristotel tvrdi da nas ova beskonačna regresija sputava u odgovaranju gdje se što nalazi.

## Etika
Ono što je Zenon smatrao važnim bila je vrlina, i on je procjenjivao fiziku i metafiziku jedino po tome koliko su doprinosili vrlini. Pokušao je da se izbori s metafizičkim sklonostima svog vremena uz pomoć zdravog razuma, koji je u Grčkoj značio materijalizam.

## Poveznice
- Filozofija
- Elejska škola
- Parmenid
- Melisus
- Ksenofan
- Platonov Parmenid
- Paradoks